# سرجیو میگوئز
سرجیو میگوئز (انگلیسی: Sergio Miguez؛ زادهٔ ۹ ژوئن ۱۹۶۷) بازیکن فوتبال اهل آرژانتین است.
از باشگاه‌هایی که در آن بازی کرده‌است می‌توان به باشگاه فوتبال ریور پلاته، باشگاه فوتبال راسینگ کلوب آویاندا، و کلمبوس کرو اشاره کرد.